# Baku történelmi belvárosa
2000-ben került fel a világörökségi listára az azerbajdzsáni főváros, Baku történelmi belvárosának egy része Baku fallal körülkerített része a Şirvanşah térrel és a Szűz-toronnyal név alatt. Az óvárosban ezenkívül még két karavánszeráj, több mecset és szűk utcácskák találhatók sok középkori épülettel.
2003-tól a veszélyeztetett helyszínek között szerepelt a 2000-es földrengés okozta károk, illetve a város fejlődése miatti megterhelés és a gyakran szakszerűtlen helyreállítási munkák miatt. 2009-ben a Világörökség Bizottság az éves ülésszakon értékelte a megóvás érdekében tett erőfeszítéseket és Baku történelmi belvárosát törölte a veszélyeztetett helyszínek listájáról. 2013. decemberben az UNESCO fokozottan védendő státuszba helyezte.

## A sirváni sahok palotája
A sirváni sahok palotája a terület egyik legértékesebb épületkomplexuma. A 15. század folyamán építették, miután Shemakha helyett Baku lett Sirván fővárosa. Miután a Safavid dinasztia elfoglalta, sokáig romos állapotban volt, de 1806-ban az oroszok helyreállították és megerősítették. Az épületegyüttes részei a fő palota, a Divankhana nevű pavilon, a mauzóleum, a mecset, illetve a fürdő. 

## A Szűz-torony
A Szűz-torony a helyszín másik nevezetessége, Azerbajdzsán és Baku szimbóluma, ami a bankjegyeken és más hivatalos okiratokon is szerepel. Valószínűleg a 12. század folyamán épült Masud ibn Davud építész irányításával. Eredetileg a Kaszpi-tenger partján állt és őrtoronyként szolgált. A 20. századi feltöltések miatt ma már közkertek és egy forgalmas út választja el a tengerparttól. A toronyban ma múzeum és ajándékbolt található, és a tetejéről remek kilátás nyílik a városra.

## Képek

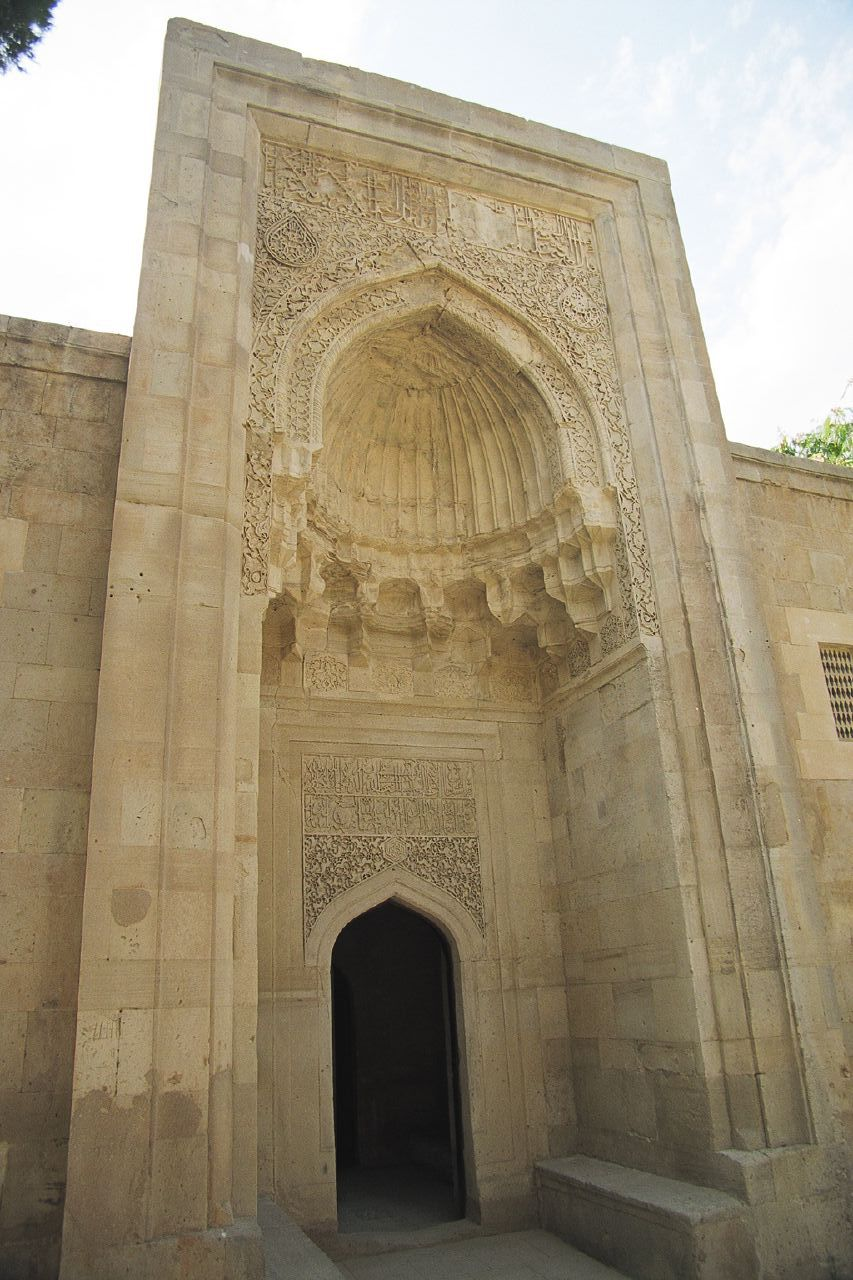
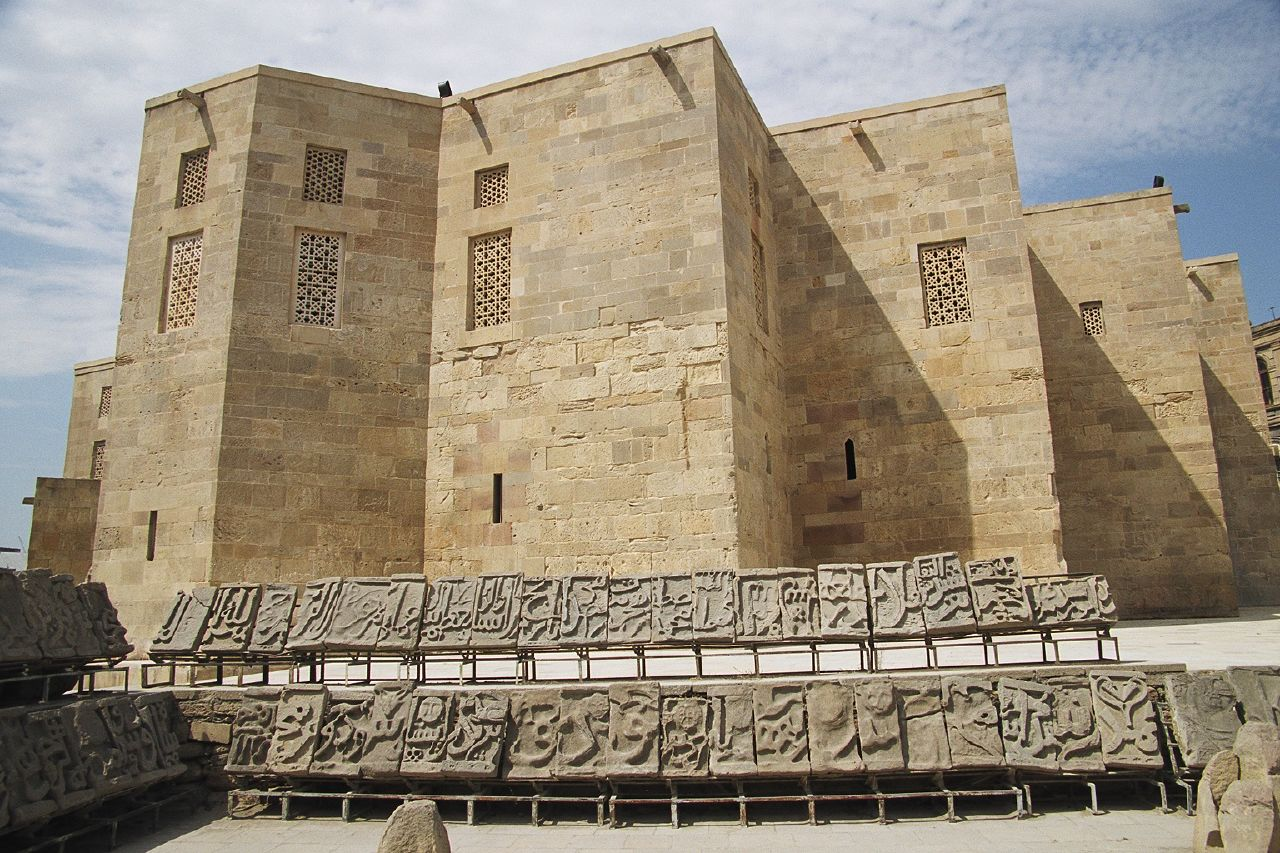
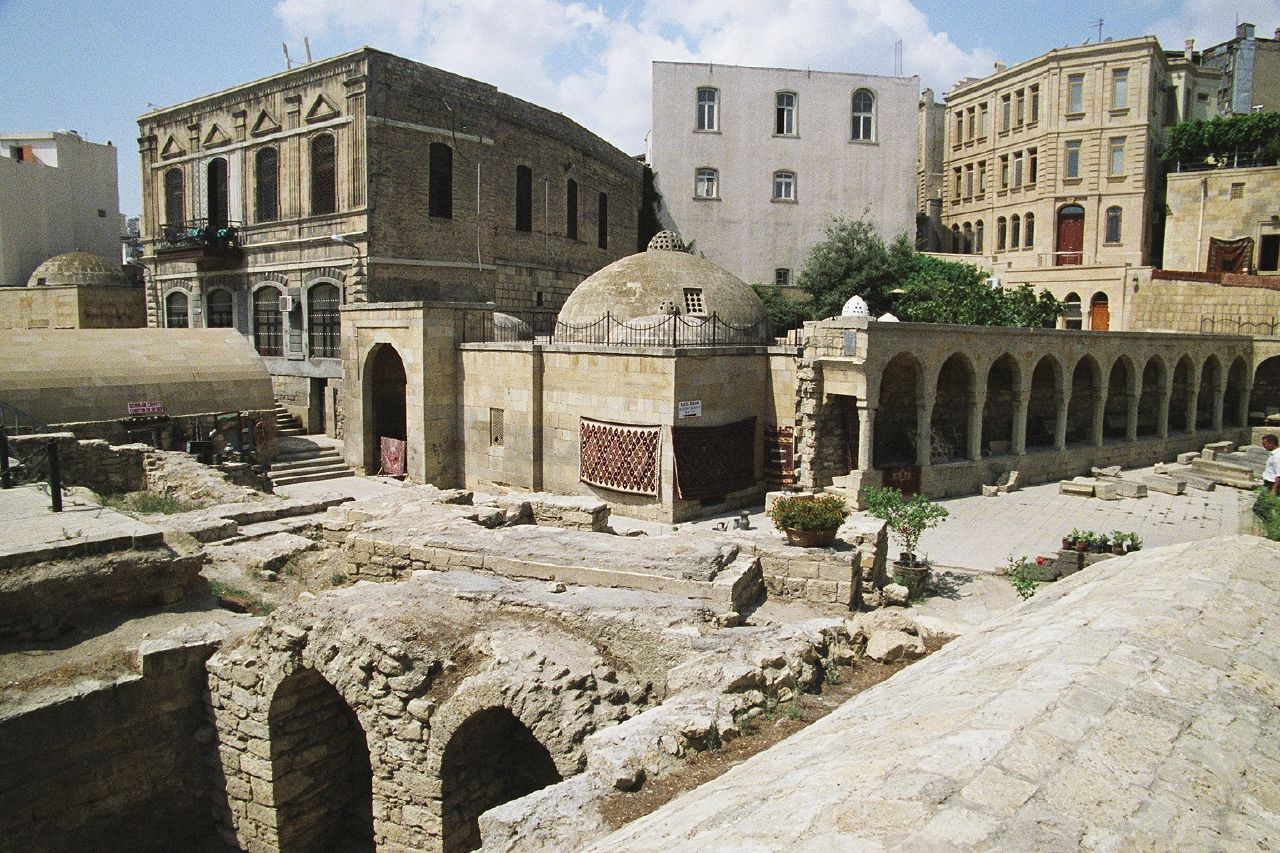
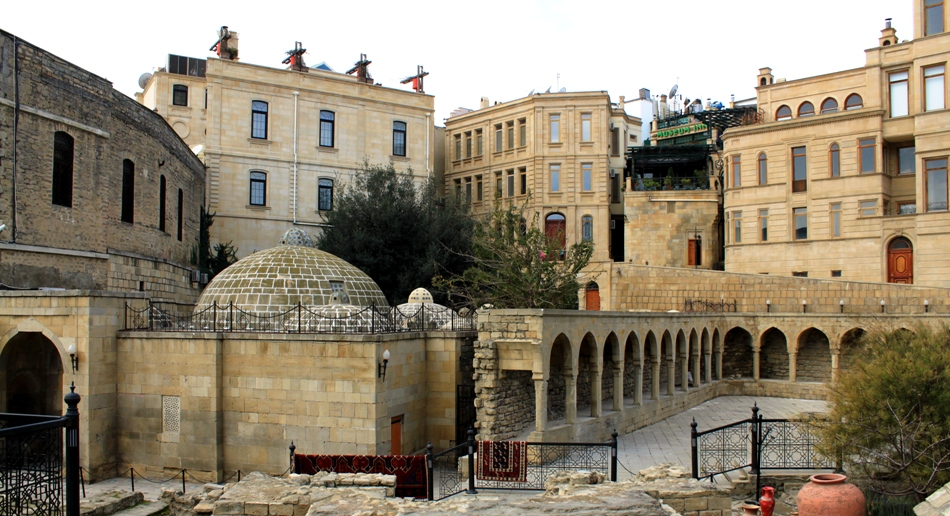